# Recompensa militar
Se conoce como recompensa militar al premio que en todos tiempos han obtenido los militares valientes por sus señalados e importantes servicios. 
Los griegos recompensaban adjudicando a los beneméritos alguna parte más del botín o dándole tierras, esclavos, caballos, armas etc. Los romanos para recompensar las diferentes acciones gloriosas de sus cabos y soldados, tanto legionarios como auxiliares, establecieron anillos, bastones, brazaletes, coronas, rodelas votivas, etc. y la exención de las fatigas que no fuesen puramente de armas. Promulgaron además varias leyes relativas a la repartición de las tierras de los proscritos y las conquistadas al enemigo entre las clases militares. Para recompensar a los generales, había aclamaciones, columnas, estatuas, honores fúnebres, inscripciones, ovaciones, triunfos etc., y sobre todo, el dinero que producía la venta de los despojos hechos al enemigo, que pertenecía exclusivamente al general en jefe. 
Posteriormente, recompensaban los príncipes concediendo a los benenéritos algún feudo o tierras, nobleza, escudos de armas, ascensos, títulos, etc.; y finalmente las recompensas se reducen en otros casos a cruces, escudos, grados y pensiones. 